# 星谷健太朗
星谷 健太朗（ほしや けんたろう、1991年11月8日 - ）は、日本の元男子バレーボール選手である。

## 来歴
東京都江戸川区出身。背が高かったため高校1年生からバレーボールを始める。渋谷教育学園幕張中学校・高等学校、慶應義塾大学理工学部システムデザイン工学科卒業。
2013/14シーズン、V・プレミアリーグ（当時のVリーグ1部リーグ）に所属するサントリーサンバーズの内定選手となった。内定選手としてV・プレミアリーグの試合に出場し、Vリーグデビューを果たした。
2014年、大学卒業後に、サントリーサンバーズに入団した。
2019/20シーズン、サントリーサンバーズのキャプテンを務めた。
2020年、2019/20シーズン終了をもって現役を引退した。入団当初から目標にしていた東京オリンピック出場が叶わなければ身を引こうと考えていたと話している。
現役引退後は社業に専念するとしていたが、慶應義塾大学のコーチに就任。
2022年、慶應義塾大学の監督に就任した。

## 所属チーム
- 渋谷教育学園幕張高等学校（2007-2010年）
- 慶應義塾大学（2010-2014年）
- サントリーサンバーズ（2014-2020年）